# Leuctra candiae
Leuctra candiae är en bäcksländeart som beskrevs av Peter Zwick 1978. Leuctra candiae ingår i släktet Leuctra och familjen smalbäcksländor. Inga underarter finns listade i Catalogue of Life.